# Ancaján
Ancaján es una localidad argentina ubicada en el departamento Choya de la provincia de Santiago del Estero. Se encuentra sobre la ruta provincial 91, 30 km al nordeste de Frías.
Se encuentra en la ladera oriental de las sierras de Ancaján, donde hay un yacimiento de piedra caliza que constituía la materia prima para la cementera de Frías. El último cargamento con piedras hacia Frías data de 1981 a través del ferrocarril, a partir de entonces la población se redujo drásticamente por la pérdida de principal fuente laboral. Cuenta con un puesto de salud, escuela y comisaría. Se considera una villa turística. Yacimientos arqueológicos demuestran que las tierras estuvieron pobladas desde tiempo prehispánicos. En la zona realizan gestiones para que vuelvan a desarrollarse actividades mineras.

## Población
Cuenta con 166 habitantes (Indec, 2010), lo que representa un incremento del 137% frente a los 70 habitantes (Indec, 2001) del censo anterior.
| Gráfica de evolución demográfica de Ancaján entre 1991 y 2010 |
|                                                               |
| Fuente: Censos nacionales del INDEC                           |